# Spilomutilla perfecta
Spilomutilla perfecta (лат.) — вид ос-немок из подсемейства Myrmillinae.

## Распространение
Азия.

## Описание
Самцы короткокрылые. Задние бёдра вентрально несут мелкие острые шипики. Проподеальные боковые края зубчатые. Первый тергит брюшка отчётливо поделён на дорзальную и переднюю поверхности. На его дорзуме имеется срединное опушенное пятно. У самцов 13-члениковые усики, у самок — 12-члениковые. Самка осы пробирается в чужое гнездо и откладывает яйца на личинок хозяина, которыми кормятся их собственные личинки.

## Систематика
Относится к подсемейству Myrmillinae Bischoff, 1920.
- Spilomutilla perfecta (Sichel et Radoszkowski, 1870) (=Mutilla perfecta) — Иран